# Eden's Crush
Eden's Crush foi um girl group americano criado na adaptação do talent show Popstars em 2001. O grupo era composto por cinco integrantes: Ana Maria Lombo, Ivete Sosa, Maile Misajon, Nicole Scherzinger e Rosanna Tavarez.

## Carreira
Em 2000, centenas de garotas competiram para se tornar pop stars, no talent show Popstars, produzido por David Foster. O grupo foi reduzido a cinco finalistas: Ivette Sosa, Maile Misajon, Ana Maria Lombo, Nicole Scherzinger e Rosanna Tavarez, durante vários episódios de horário nobre. A Warner Bros./Sire Records assinou o contrato de gravação antes da banda ser nomeada ou ter finalizado sua formação, devido às horas de exposição na televisão que o grupo receberia.
O single de estréia do grupo, "Get Over Yourself " ficou no topo do Canadian Singles Chart e alcançou o número 8 na Billboard Hot 100. "Love This Way" foi lançado como single promocional em algumas estações de rádio. O álbum delas, Popstars, foi certificado em ouro e chegou ao número 6 na parada de álbuns Billboard 200. O grupo também participou da série de televisão Sabrina, the Teenage Witch. Também em 2001 elas cantaram como um ato de apoio em algumas datas para Pop Odyssey Tour, do *NSYNC, e DreamChaser Tour, de Jessica Simpson. No final de 2002, sua gravadora, London-Sire Records, faliu e o grupo consequentemente se desfez.

## Discografia

### Álbuns de estúdio
| Título   | Notas                                                                        | Melhores posições | Melhores posições |
| Título   | Notas                                                                        | EUA               | CAN               |
| -------- | ---------------------------------------------------------------------------- | ----------------- | ----------------- |
| Popstars | - Data de estreia: 1 de maio de 2001 - Gravadora: London-Sire - Formatos: CD | 6                 | 17                |

### Singles
| "Get Over Yourself"                                             | 2001 | 8 | 28 | 1 | - RIAA: Ouro | Popstars |
| "—" inclui paradas que não foram atingidas em algum território. |      |   |    |   |              |          |

### Singlespromocionais
| Título          | Ano  | Álbum    |
| --------------- | ---- | -------- |
| "Love This Way" | 2001 | Popstars |